# Prix de transfert
Les prix de transfert sont ceux auxquels les sociétés d’un même groupe facturent les biens cédés ou les services prestés entre elles.

## Principes

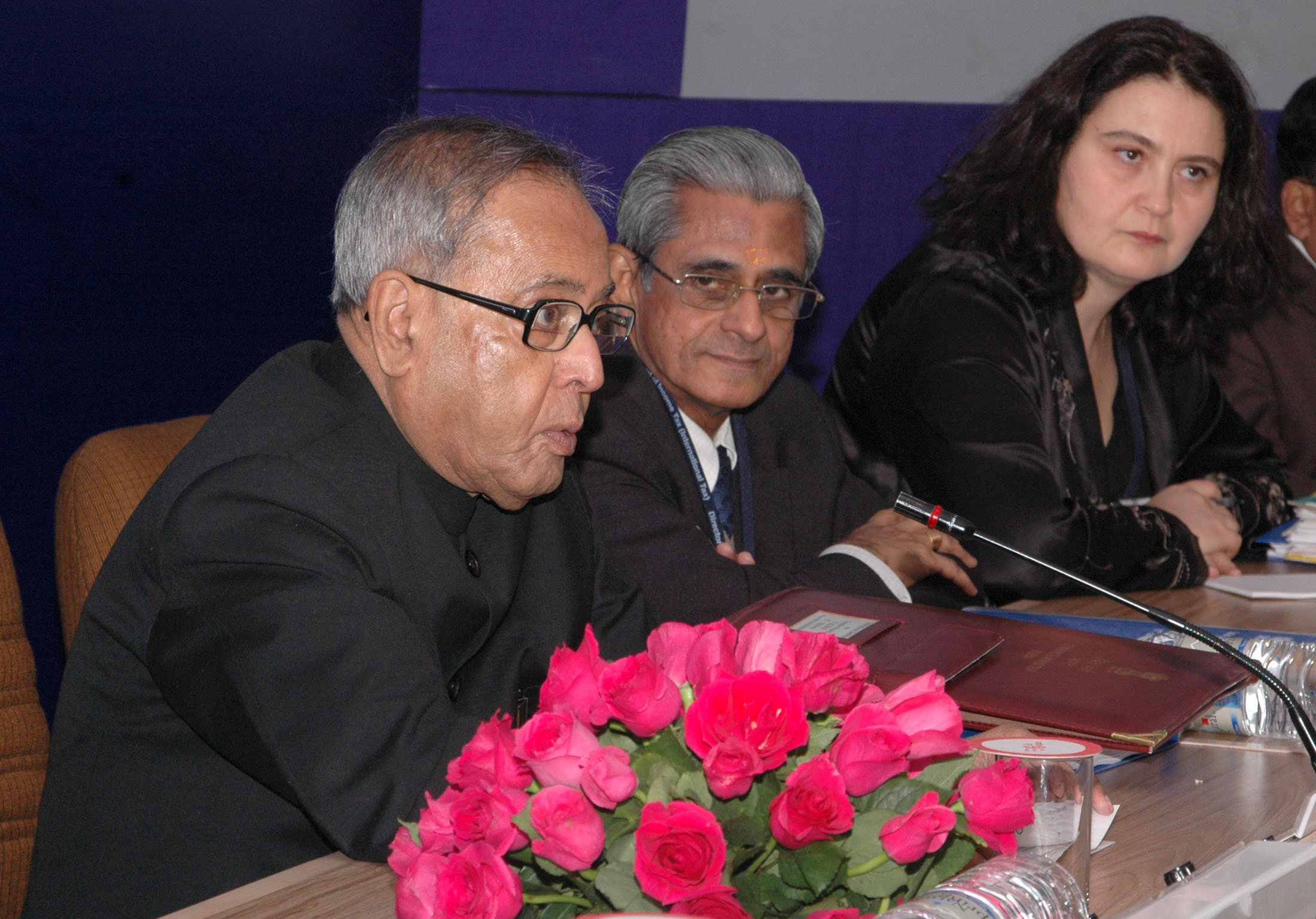
Ouverture en 2010 à New Dehli d'un séminaire internantional sur la fixation des prix de transfert, discours de Shri Pranab Mukherjee, ministre fédéral indien des Finances.

Les prix de transfert correspondent à une problématique fiscale internationale relative à la fixation, à l'analyse et à l'ajustement des prix pratiqués entre entités juridiques liées et implantées dans des pays différents, au regard des biens cédés, des services fournis ou des droits concédés (y compris ceux portant sur des biens incorporels). Selon les principes dégagés par l'Organisation de coopération et de développement économiques (OCDE), « si les prix de transfert sont importants aussi bien pour les contribuables que pour les administrations fiscales, c'est parce qu'ils déterminent, dans une large mesure, la répartition des revenus et des dépenses et, par conséquent, des bénéfices imposables entre les entreprises associées relevant d'autorités fiscales différentes ».
Dans une acception plus précise, le prix de transfert ou prix de cession interne correspond à « tout flux intragroupe et transfrontalier (achat et vente de biens, de services, redevances, intérêts, garantie, honoraires, cession ou concession de biens incorporels tels que les marques, brevets, savoir-faire), refacturation de coûts…».

## Réglementation
Plus de soixante États ont adopté des règles relatives aux prix de transfert. Dans la plupart de ces États, lesdites règles sont basées sur le « principe de pleine concurrence », tel que défini par l'OCDE. En effet, ladite organisation a établi en 1976 des principes et des recommandations basés sur ce principe, lesquels ont été respectés par la plupart des pays membres de l'organisation lors de la rédaction de leurs propres règles internes. Ainsi, les États-Unis et le Canada ont adopté des règles assez semblables aux recommandations susmentionnées, avec toutefois quelques différences matérielles. Un nombre limité de pays, tel que le Brésil ou le Kazakhstan, ont à l'inverse fixé des règles qui sont matériellement très différentes des principes de l'OCDE.
Les principes de l'OCDE en matière de prix de transfert font l'objet de travaux constants et sont révisés et complétés régulièrement. Les dernières révisions substantielles datent de 2010, 2017 et 2018. Les règles applicables dans la quasi-totalité des pays requièrent que les prix des transactions entre entités liées soient conformes au "principe de pleine concurrence", c'est-à-dire au prix qui aurait été fixé entre parties indépendantes pour des transactions comparables. Ces mêmes règles autorisent les administrations des impôts à ajuster (à la hausse comme à la baisse, en fonction de la transaction considérée) ces mêmes prix lorsqu'ils sont réputés ne pas respecter le « principe de pleine concurrence »,. Les prix appliqués (ou les marges dégagées) doivent être comparés aux prix fixés (ou aux marges observées) dans des transactions entre entités indépendantes. Ainsi, dans une transaction entre entités liées, les conditions auxquelles les ventes se réalisent doivent être raisonnablement comparables à celles d'une vente entre entités indépendantes pour une transaction dite "comparable", c'est-à-dire une transaction dans laquelle les fonctions, les actifs utilisés, les risques assumés par les parties sont comparables.

## Évaluation
La plupart des pays, suivant les recommandations de l'OCDE en la matière, permettent l'utilisation de différentes méthodes, lorsqu'elles sont appropriées et basées sur des données vérifiables, afin de tester les prix pratiqués entre entités liées. La méthode la plus appropriée aux circonstances d'espèce doit être privilégiée. Les méthodes les plus utilisées comprennent notamment : 
- la méthode du prix comparable non contrôlé (« comparable uncontrolled price » ou « CUP »);
- la méthode du prix de vente minoré (« resale price »);
- la méthode du coût majoré ("cost plus");
- les méthodes basées sur la profitabilité.

Les méthodes destinées à comparer les prix de transfert de biens et les prix de transfert de services ou de concession d'utilisation d'un bien corporel ou incorporel peuvent différer. Ceci est dû à des différences notables quant aux aspects particuliers de chaque catégorie de transaction.

## Critique
En  jouant sur les prix de transfert, les  groupes multinationaux ont la possibilité – en se situant aux marges voire parfois en dehors de la légalité – de transférer leurs bénéfices dans les pays à bas taux d’imposition sans pour autant délocaliser réellement leurs activités . Manipuler les prix de transfert peut par exemple encore accroitre les bénéfices frauduleux de l'arbitrage de dividendes.
Ces prix de cession entre une maison-mère et sa filiale étrangère n'étant pas soumis à la loi de l'offre et de la demande le risque est qu'ils soient artificiellement augmentés ou minorés, permettant dans ce cas « à une entreprise de jouer sur la localisation de ses profits, et à l'occasion de tirer profit des différences de fiscalité d'une région ou d'un pays à un autre ». En effet si le prix de transfert entre un centre de profit d'une multinationale située dans un paradis fiscal (ou dans un pays imposant plus faiblement les bénéfices) et un autre centre de profit est fixé arbitrairement, puis enregistré en comptabilité, de manière à maximiser le bénéfice réalisé dans le paradis fiscal, le montant total des impôts payés par la multinationale sera réduit. Toutefois dans les pays concernés par cette minoration de bénéfice, les administrations fiscales ont édicté des circulaires dans leur code des impôts s'appuyant sur le « principe de pleine concurrence » défini par l'OCDE, entraînant une correction de bénéfice entre entreprises liées. Dans la grande majorité des pays, les entreprises sont tenues de respecter ce principe et de démontrer que les prix de leurs transactions intragroupe ne sont pas artificiellement majorés ou minorés mais correspondent à la juste rémunération des activités (fonctions exercées, actifs utilisés et risques supportés) dans chacun des pays d'implantation du groupe. Ces obligations sont établies dans les législations internes des pays et dans les conventions fiscales entre les Etats.
De plus, la plupart des conventions fiscales et des systèmes fiscaux internationaux prévoient des mécanismes de résolution des litiges qui peuvent survenir entre les contribuables et les États, ceci afin de réduire les risques de double imposition. En effet, si deux administrations fiscales ne sont pas d'accord sur le montant d'une transaction, l'entreprise peut être amenée à payer des impôts sur un total de profits supérieur au montant de ses profits réels. Prenons l'exemple d'une société française qui vend un bien à sa société sœur en Allemagne au prix de 100. Si l'administration fiscale française estime que le prix aurait dû être de 120 mais que l'administration fiscale allemande n'est pas d'accord et n'accepte en charge qu'un prix de 100, l'entreprise se trouvera imposée sur un total de profit qui excèdera de 20 le montant de ses profits réels. C'est ce qu'on appelle la double imposition. Les Etats sont censés la résoudre en se mettant d'accord sur le prix "de pleine concurrence" de la transaction. Dans l'exemple ci-dessus, les administrations française et allemande doivent s'accorder pour savoir si le prix de pleine concurrence était bien de 100 (auquel cas le fisc français abandonne son redressement), ou de 120 (auquel cas le fisc allemand doit autoriser une déduction de 120 et non de 100), ou peut-être de 110 (auquel cas les deux administrations font un pas l'une vers l'autre).
En outre, de nombreux systèmes fiscaux autorisent la conclusion d'accords préalables de fixation des prix de transfert entre entités liées, c'est-à-dire la validation par les administrations fiscales concernées, sur la base d'un dossier étayé d'analyses économiques, des prix de transfert qui seront utilisés par l'entreprise pour les années suivantes (généralement 5 ans).
Dans beaucoup d'États, la législation fiscale prévoit des amendes et/ou pénalités très lourdes en cas de redressements des prix pratiqués entre entités liées. L'entreprise doit y de préparer une documentation relative à ses prix de transfert, expliquant la méthode retenue pour calculer ces prix. Dans un nombre croissant de pays, cette documentation est à établir obligatoirement sous peine de pénalités.

## Exemple d'opérations de prix de transfert non conformes au principe de pleine concurrence
Prenons le cas – simplifié à l’extrême - d’un groupe multinational qui produit aux États-Unis des radiateurs portables destinés au marché allemand.
(Configuration 1)  Dans un premier temps, admettons que le groupe se compose uniquement d’une entreprise de production localisée aux États-Unis et de sa filiale de distribution localisée en Allemagne. Chacune des deux sociétés a des coûts de production/distribution de 10EUR et l'entreprise américaine vend ses produits à 15EUR à sa filiale Allemande. Le prix de vente d'un radiateur sur le marché est de 20EUR. Dans ce premier cas, chacune des deux sociétés génère un bénéfice de 5EUR qui sera imposé à hauteur de 30 pour cent pour la société américaine et 35 pour cent pour la société allemande.
On voit bien dans cet exemple l’importance du prix de transfert dans le calcul de l’assiette de l’impôt : le prix de transfert est de 15EUR - c’est le prix de vente des produits de la société américaine à sa filiale Allemande ; imaginons que ce prix augmente, qu'il soit de 20EUR, la société allemande ne fait plus de bénéfice, et la société américaine se retrouve, toute chose égale par ailleurs, avec un bénéfice imposable de 10EUR (au lieu de 5EUR auparavant). Avec cette nouvelle politique de prix de transfert, la société allemande ne paye plus d’impôt tandis que la société américaine fait passer le montant de son impôt sur les sociétés de 1,5EUR à environ 3EUR.
(Configuration 2) Admettons que, dans le cadre de son développement, le groupe décide d’implanter une filiale en Suisse afin de coordonner la distribution de ses produits en Europe et de procéder à certaines opérations de manutention ou d’emballage. Elle profite de cette restructuration pour changer également sa politique de prix de transfert.
Le groupe vend toujours ses radiateurs à 20EUR en Allemagne. Les charges supportées par les entreprises allemande et américaine restent inchangées - 10EUR. La Suisse, dont le taux d’IS est quatre fois inférieur (8 pour cent) à celui appliqués aux États-Unis et en Allemagne, se voit attribuer 9EUR de profit. Dans cette configuration, les profits du siège et de la filiale allemande ne sont plus que de 1EUR par radiateur vendu. Le montant global de l’impôt s’en trouve significativement réduit : 1,2EUR environ contre environ 3EUR auparavant.
De manière générale, il doit sembler évident que lorsqu’une filiale est soumise à un impôt sur les sociétés de 30 pour cent, et que cette filiale vend des biens à une sœur, localisée dans un territoire ou l’impôt sur l’IS s’élève à 8 pour cent, il est plus intéressant de vendre le moins cher possible afin de limiter les profits de la société soumise à un fort taux d’IS et ainsi « gonfler artificiellement » ceux de la société localisée dans le pays à faible taux d’imposition. Par ces pratiques, l’impôt global du groupe se trouve diminué.

## Impact en France
Environ 60 % des fuites de capitaux en provenance d'Afrique proviennent de prix de transfert incorrects. Cette fuite de capitaux du monde en développement est estimée à dix fois la taille de l'aide qu'elle reçoit et le double du service de la dette qu'elle paie,.
Le rapport de l'Union africaine estime qu'environ 30 % du PIB de l'Afrique subsaharienne a été transféré vers des paradis fiscaux. Les solutions incluent le «reporting pays par pays» des entreprises où les entreprises divulguent leurs activités dans chaque pays et interdisent ainsi l'utilisation de paradis fiscaux en cas d'activité économique réelle.